# Gran Premio motociclistico del Giappone 1966
Il Gran Premio motociclistico del Giappone, come già negli anni precedenti, fu l'ultimo appuntamento del motomondiale 1966.
Si svolse il 15 e 16 ottobre 1966 sul circuito del Fuji che sostituì il circuito di Suzuka usato nelle edizioni precedenti. Erano in programma le classi 50, 125, 250 e 350.
Proprio lo spostamento di sede, dal circuito di proprietà della casa motociclistica Honda a questa nuova locazione, creò probabilmente la decisione di Honda di non partecipare alla prova adducendo motivi di scarsa sicurezza.
Fu comunque l'occasione per vedere in corsa altre case giapponesi come la Kawasaki, di ritorno dopo l'incidente mortale occorso al Tourist Trophy ad un suo pilota, e la Bridgestone. La Kawasaki schierava una squadra composta da Dave Simmonds, Chris Vincent, Takeshi Araoka e Ernst Degner con quest'ultimo lasciato libero dalla sua squadra precedente ma che incappò in un incidente durante le prove che portò al termine della sua carriera agonistica.
In assenza anche delle case motociclistiche dell'Europa dell'Est, i successi furono di Phil Read in classe 350, di Hiroshi Hasegawa in 250, di Bill Ivy in 125 (tutti a bordo di moto Yamaha) e di Yoshimi Katayama su Suzuki in 50; proprio quest'ultima classe era l'unica in cui non era ancora stato assegnato il titolo iridato piloti, lo ottenne, grazie anche all'assenza delle Honda, il pilota tedesco Hans-Georg Anscheidt.

## Classe 350
Fu la prima gara disputata, unica sabato 15 ottobre, tutte le altre si disputarono domenica 16.

### Arrivati al traguardo (posizioni a punti)
| Pos. | Pilota          | Moto      | Tempo      | Punti |
| ---- | --------------- | --------- | ---------- | ----- |
| 1    | Phil Read       | Yamaha    | 54' 01" 38 | 8     |
| 2    | Bill Ivy        | Yamaha    | +0" 11     | 6     |
| 3    | Alberto Pagani  | Aermacchi | +2 giri    | 4     |
| 4    | Byron Black     | Honda     |            | 3     |
| 5    | Kenzo Muromachi | Honda     |            | 2     |
| 6    | Kent Andersson  | Husqvarna |            | 1     |

## Classe 250

### Arrivati al traguardo (posizioni a punti)
| Pos. | Pilota            | Moto      | Tempo       | Punti |
| ---- | ----------------- | --------- | ----------- | ----- |
| 1    | Hiroshi Hasegawa  | Yamaha    | 51' 21" 520 | 8     |
| 2    | Phil Read         | Yamaha    | + 2" 780    | 6     |
| 3    | Akiyasu Motohashi | Yamaha    | + 26" 130   | 4     |
| 4    | Jack Findlay      | Bultaco   | + 1 giro    | 3     |
| 5    | Tommy Robb        | Bultaco   | + 1 giro    | 2     |
| 6    | Kent Andersson    | Husqvarna | + 2 giri    | 1     |

## Classe 125

### Arrivati al traguardo (posizioni a punti)
| Pos. | Pilota            | Moto   | Tempo       | Punti |
| ---- | ----------------- | ------ | ----------- | ----- |
| 1    | Bill Ivy          | Yamaha | 44' 17" 560 | 8     |
| 2    | Yoshimi Katayama  | Suzuki |             | 6     |
| 3    | Mitsuo Itoh       | Suzuki |             | 4     |
| 4    | Akiyasu Motohashi | Yamaha |             | 3     |
| 5    | Phil Read         | Yamaha |             | 2     |
| 6    | Yasuharu Yuzawa   | Yamaha |             | 1     |

## Classe 50

### Arrivati al traguardo (prime 7 posizioni)
| Pos. | Pilota               | Moto        | Tempo      | Punti |
| ---- | -------------------- | ----------- | ---------- | ----- |
| 1    | Yoshimi Katayama     | Suzuki      | 34' 46" 98 | 8     |
| 2    | Hans-Georg Anscheidt | Suzuki      |            | 6     |
| 3    | Hugh Anderson        | Suzuki      |            | 4     |
| 4    | Mitsuo Itoh          | Suzuki      |            | 3     |
| 5    | Tommy Robb           | Bridgestone |            | 2     |
| 6    | Jack Findlay         | Bridgestone |            | 1     |
| 7    | Alberto Pagani       | Suzuki      | +2 giri    |       |